# Мейнленд (Оркнейські острови)
Мейнленд (англ. Mainland) — найбільший острів у складі Оркнейських островів в Шотландії. 
На острові розташовані найбільші міста архіпелагу, Керкволл і Стромнесс, тут проживає 75% населення Оркнейських островів та міститься центр їх поромних переправ та авіасполучення. 
Найщільніше заселений серед островів архіпелагу, він був заселений у стародавні часи, через що тут є численні археологічні ділянки, деякі з яких — пам'ятники неоліту на Оркнейських островах — занесені до списку Світової спадщини ЮНЕСКО.